# Jalalabad
Pour les articles homonymes, voir Jalalabad (homonymie).
Cet article concerne la ville d'Afghanistan. Pour la ville du Kirghizstan, voir Djalalabad.
Jalalabad (en dari : جلال‌آباد, Jalālābād ; en pachto : جلال اباد), est une ville de l'est de l'Afghanistan, située à 150 km de la capitale Kaboul. Située à une altitude de 553 m, à la jonction de la rivière Kaboul et de la Kunar, dans la vallée du Laghmân. Elle est la capitale de la province de Nangarhâr, ainsi que du district de Jalalabad. Avec une population estimée à 205 000 habitants (2009), Jalalabad est la cinquième ville d'Afghanistan.

## Histoire
Xuanzang, le moine bouddhiste chinois, est passé par Jalalabad en 630.
La ville moderne de Jalalabad a été construite en 1570 par l'empereur moghol Akbar. Elle était autrefois la résidence d'hiver de l'émir de l'Afghanistan, ainsi qu'une ville de garnison et un centre commercial très important. La ville était autrefois connue sous les noms Nagarahara et Adinapur.
Le 7 octobre 2019, un attentat provoque la mort de 10 personnes et en blesse 27 autres.

## Jumelage
- San Diego (Californie, États-Unis)